# Съедобное бельё

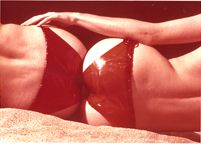
Оригинальное съедобное бельё

Съедо́бное бельё́ — кондитерское изделие, изготовленное в форме нательного белья и обладающее его функциями.
Продукт был изобретён художниками Дэвидом Сандерсоном и Ли Брэйди в 1972 году как предмет концептуального искусства. По словам Сандерсона, источником вдохновения послужило то, что его брат любил использовать выражение «пожуй мои трусы» (англ. oh eat my shorts) вместо «„отвали“» (англ. fuck off). Первая пара была изготовлена кустарным образом в их совместно снимаемой в Чикаго квартире и выставлена в качестве декорации в витрине магазинчика, принадлежавшего их другу. Там трусы были куплены одной студенткой Индианского университета, написавшей о них в местной газете. Новость была подхвачена Ассошиэйтед Пресс, и трусы в одночасье стали сенсацией.
Для изготовления товара Сандерсон и Брэйди в 1975 году образовали компанию Cosmorotics, Inc. Трусы получили название «candypants, the original 100% edible underwear» («конфетные трусы, подлинное на 100 % съедобное бельё»). Патентное ведомство США сначала отклонило их заявку на основании несовместимости кондитерских изделий и белья, однако позже все-таки выдало разрешение на производство, и уже через несколько недель было произведено и реализовано несколько сот тысяч пар.
Candypants продвигались как бельё в магазинах одежды, основных универмагах, мотоциклетных магазинах, кондитерских и модных бутиках. Его считали невинной непристойностью. Пресса пришла от съедобного белья в дикий восторг, и оно стало не только американской, но и мировой сенсацией. Помимо всего прочего, его продавали в секс-шопах.
Трусы фигурировали, как минимум, в двух судебных процессах в Верховном суде США по поводу Первой поправки. Как прецедент они использовались адвокатами таблоида «Скрю» в процессе за право его продажи в газетных ларьках, несмотря на содержание, а также истцами в безуспешной попытке закрыть ночное публичное кабельное телешоу Midnight Blue в Нью-Йорке (в одном из эпизодов показывали негритянку, откусывающую кусок от трусов, надетых на белого мужчину).
Писатель Ежи Косиньски в романе Pinball и в рамках телешоу Late Night with David Letterman называл съедобное бельё «самой сутью американской свободы».
Съедобные трусы были внесены журналом People в список 434 вещей и событий, определяющих поп-культуру.